# Corona d'Elx
Corona d'Elx és un personatge probablement llegendari, creat a partir de la figura de Santa Corona màrtir. És venerada com a santa per l'Església catòlica, especialment a Elx.

## Llegenda
Segons alguns santorals, entre els quals el de Luitprand, Corona fou una monja benedictina en un monestir d'Illici, cap al segle VIII-IX, que destacà per la seva virtut i els miracles que tingueren lloc a la seva tomba. Segons aquestes fonts, era venerada com a santa a l'Orde de Sant Benet. La llegenda posterior la fa nascuda a Elx.
Les Acta sanctorum dels bol·landistes en situen la nota a continuació de les dels sants Víctor i Corona màrtirs egipcis, el mateix dia 24 d'abril, que era el dia que llavors se celebraven els dos màrtirs. És possible que es tracti d'una duplicació de personalitat hagiogràfica a partir d'algun culte antic als sants egipcis, que, en algun moment, es volgué explicar mitjançant l'elaboració d'una llegenda local. De fet, no hi ha cap dada històrica que fonamenti l'existència de la monja il·licitana, i a la regió no va existir cap comunitat benedictina com la citada a la llegenda. A l'altar de Sant Agatàngel de la Basílica Menor de Santa Maria d'Elx, on es venera Santa Corona, la imatge correspon a la Corona màrtir, la qual cosa confirmaria la confusió.